# プロジェクトKV
『プロジェクトKV』は、韓国のゲーム開発会社であるディナミス・ワンとスタジオアラヤが開発していたゲームソフトの企画の仮称。2024年8月19日に初めてその存在が公表され、同年9月8日に開発中止が発表された。

## 開発中止までの経緯
ディナミス・ワンは、韓国のネクソンゲームズ開発のゲームソフト『ブルーアーカイブ -Blue Archive-』に携わった開発者が独立して2024年4月に設立されたゲームスタジオで、同社にとって『プロジェクトKV』は初の企画となる。同年8月14日にディナミス・ワン、および、スタジオアラヤの公式サイトが開設され、8月19日には『プロジェクトKV』のカウントダウンサイトとティザーPVが公開された。
カウントダウンサイトのカウントが終了した9月1日18時に公式サイトが公開され、登場キャラクターやストーリーの紹介が行われたが、キャラクターたちの頭上にヘイローがあることや学園都市が舞台であることなど『ブルーアーカイブ』との類似点が多いことに加え、『ブルーアーカイブ』の元スタッフがかかわっていることをネクソンゲームズからの引き抜きと考える向きもあり、SNS上では作品を非難する意見が挙げられた。また一部では、『プロジェクトKV』が『ブルーアーカイブ』の外伝作品であると誤認する事例も見られた。こうした中、あるXアカウントユーザーが、『プロジェクトKV』は『ブルーアーカイブ』の続編でも外伝でもないと説明する文章を投稿したところ、『ブルーアーカイブ』統括プロデューサーのキム・ヨンハがこれをリポストして注目を集めた。
一方、ティザーPVなどでは、ディナミス・ワンの社員が参加する同人サークル「黒ネズミたちのパトス的弁証法」が2024年12月29日より開催されるコミックマーケット105で『プロジェクトKV』のビジュアルノベルやアートブックなどを出す予定と紹介された。しかし、コミックマーケットに企業が参加する場合は企業ブースに出展する決まりがあり、法人・営利目的などの団体のサークル参加は禁止されているため、ルール違反ではないかと指摘され物議を醸した。この件について、ディナミス・ワンは公式Xアカウントのコメントで、黒ネズミたちのパトス的弁証法の活動は「企業活動とは無関係な同人活動」として線引きしているとしながらも、対応を謝罪し、サークルの宣伝部分を除外したティザーPVが再投稿された。
騒動のさなかには、ネクソンゲームズとディナミス・ワンのスタッフや会社の間で対立があるのではないかという真偽不明のリークとされる情報が飛び交う状況も発生した。
9月8日、ディナミス・ワンは『プロジェクトKV』の中止を発表した。この中では「弊社の未熟さにより皆様にこれ以上のご迷惑をおかけしないため、またご不便をおかけしないよう、『プロジェクトKV』は中止することにいたしました」と中止理由を説明し、「現在配信中のゲームのファンの方々にもご迷惑をおかけいたしました」とタイトルの明言を避けつつも謝罪している。プロジェクトの中止に伴い、公式サイトと公式Xアカウントが閉鎖され、YouTube上のティザーPVも視聴不可となった。また、関連資料はすべて削除するとしている。

## 開発中止後
2025年2月26日、ネクソンゲームズから「未公開プロジェクトにおける開発資料を無断で流用した」という訴えを受け、ディナミス・ワン代表のパク・ビョンリムら関係者が不正競争防止法違反で韓国警察に立件され、家宅捜索を受けたことが判明。ネクソンゲームズの担当者は「ディナミス・ワンの当該人材は在職中、未公開プロジェクト“MX BLADE”の開発にも関与していた」「ディナミス・ワンの一部人材が退社前から長期間、計画的に“MX BLADE”の情報を持ち出そうと企てていた状況を確認した」ことを明かしており、流出した“MX BLADE”の資料が本作へ流用された疑いが持たれている。

## 世界観
かつては「カピラヴァストゥ」の廃墟のある神域で、現在は昔からの教えの継承を目的とする学園のある地域「学寮都市カピラ」が舞台。ここに刀を携えた少女たちがそれぞれの故郷から集まり、後述の寮に所属して共に学び、生活する。詳細な説明はないが、主人公が少女たちの「師」になるとみられている。
なお、プロジェクト名の「KV」はカピラヴァストゥ（Kapilavastu）から採られている。
湯の岡（ゆのおか）
かつて閉鎖された温泉宿を改修した寮。古い木造建築で、寮生からの不満もある。
裏の官（うらのつかさ）
かつて陰陽師の育成に用いられた寮。カピラで大きな影響力を持つ。
心技館（しんぎかん）
カピラの最大規模の寮。生徒の多さから、問題児が多く所属している。
万葉秀（まんようしゅう）
書庫型の寮。建物内には数多くの古書がある。

## 登場人物
小一孁 こはね（おひとめ こはね）
湯の岡所属の少女。祖母の小言を嫌って衝動的に家出し、カピラに偶然辿り着く。
葛乃葉 れい（くずのは れい）
裏の官所属の少女。陰陽術を応用した独自の剣術の心得がある。関心を持った対象に強い執念を見せる一面がある。
葦原津守 こいと（あしはらつもり こいと）
心技館所属の少女。勝負を申し込む相手を全て受け入れ、その結果、周囲がしばしばトラブルに巻き込まれる。
糸此上 かおる（いとこのうえ かおる）
万葉秀所属の少女。読書好きでファッションにも関心がある。寂しげな表情で詩人のような言い回しをし、時折異なる表情も見せる。